# ليتل تيرتل (زعيم قبيلة)
السلحفاة الصغيرة Little Turtle، (1747 - 14 يوليو 1812م) كان زعيم قبيلة ميامي الهندية، و كان من أشهر القادة العسكريين من ذوي الأصول الهندية الأمريكية في عصره، قاد أتباعه لانتصارات عديدة ضد الولايات المتحدة خلال الحرب الهندية الشمالية الغربية، والتي سُمّيت أيضًا بحرب السلحفاة الصغيرة على اسمه، وهزم الجنرال الأمريكي آرثور كلير الذي خسر 600 جندي من جنوده؛ في أكبر هزائم الولايات المتحدة الحاسمة ضد الهنود